# 짜쿡강

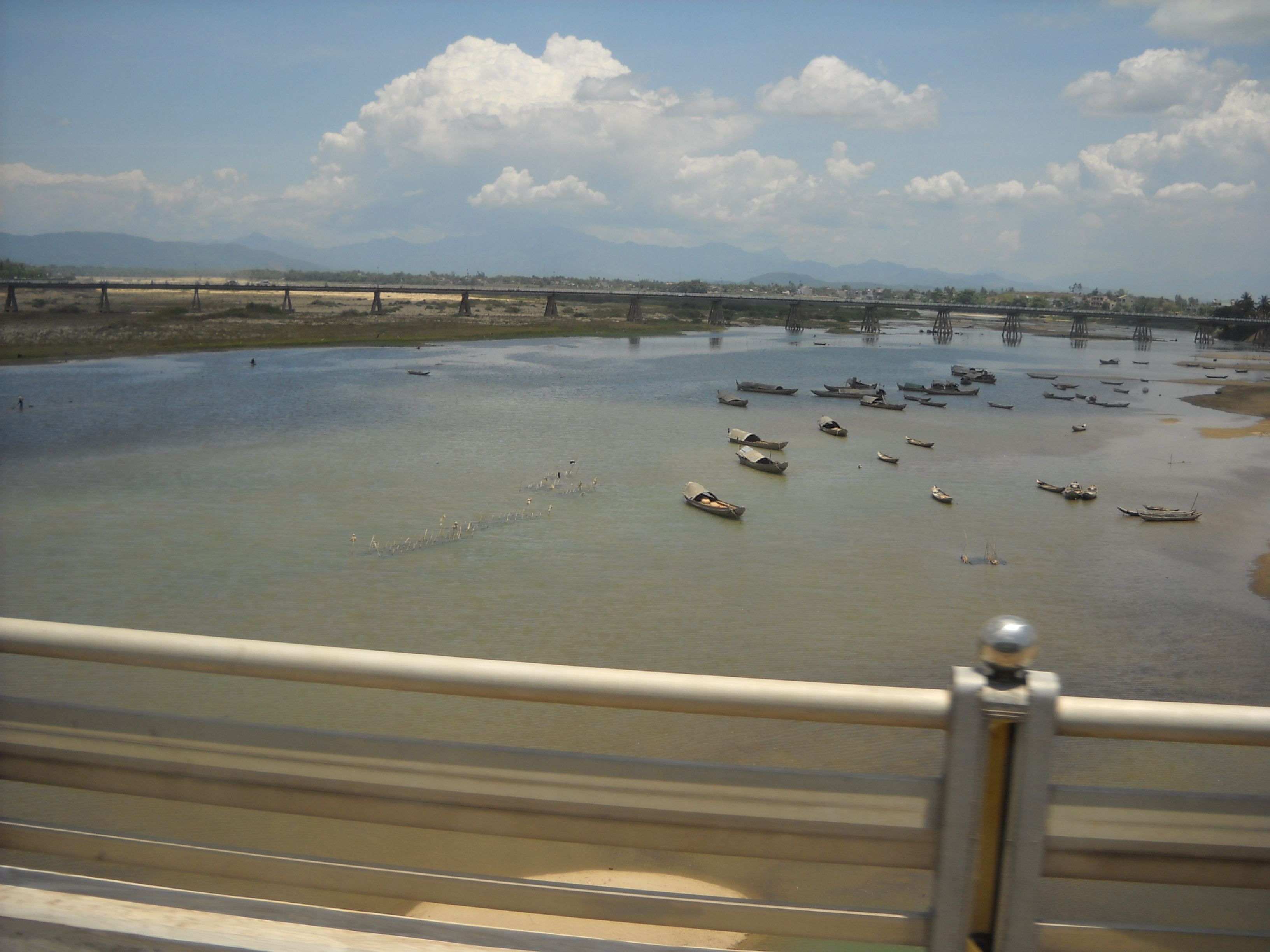

짜쿡강(베트남어: Sông Trà Khúc / 瀧茶曲)은 베트남 꽝응아이성에서 있는 강이다. 길이는 약 135km에 이르며, 꽝응아이성에서는 가장 큰 강이다. 길이의 약 1/3은 해발 200 ~ 1,000m의 높이의  산과 숲을 지나며, 나머지는 삼각주를 통과한다.

## 개요
짜쿡강은 다음의 행정 구역을 통과한다.
- 선떠이현
- 손하현
- 뜨응이어현
- 꽝응아이시

이 수역 중 대부분은 내륙의 수로로 사용될 수 있으며, 꽝응아이시를 지나 멀리 선하현까지 확장된다.
꽝응아이성 중앙의 짜쿡강에는 수력발전소가 존재한다. 선하현과 뜨응이어현 그리고 선띤현의 경계 부근에 발전소가 위치해 있다.